# Joseba Martín Hernando
Joseba Gotzon Martín Hernando, conocido como Joseba Martín (Basauri, 1963) es un expolítico español de ideología independentista vasca. Fue dirigente de Herri Batasuna en la década de 1990.

## Biografía
Natural de la localidad vizcaína de Basauri, aunque residente en Arrancudiaga y electricista de profesión. Joseba Martín fue en la década de 1990 militante de KAS y también del sindicato abertzale LAB.
Es hermano de Jesús María "Txus" Martín Hernando, que fue integrante del "Comando Bizkaia" de ETA en la década de 1990. Este fue detenido en 2002 y cumple actualmente condena por pertenencia a banda armada y haber participado en el asesinato del ertzaina Joseba Goikoetxea en 1993.
En 1995 Joseba Martín fue elegido miembro de la Mesa Nacional, órgano de dirección colectivo, de Herri Batasuna (HB). En dicha mesa nacional era el responsable de coordinación de Vizcaya.
En febrero de 1997 fue detenido e ingresó en prisión junto con el resto de componentes de la dirección de HB. El delito por el que fueron acusados fue el de colaboración con la organización terrorista ETA, después de que HB hubiera emitido un vídeo de ETA en uno de sus espacios de propaganda electoral gratuita durante la campaña electoral de las Elecciones generales de España de 1996. En diciembre de 1997, fue condenado por el Tribunal Supremo a siete años de prisión, junto con el resto de componentes de la mesa nacional de HB, por colaboración con ETA. Durante el tiempo que permaneció encarcelado fue protagonista de una polémica mediática al reclamar en los tribunales un subsidio de desempleo que el INEM le había denegado.
Joseba Martín permaneció en prisión hasta julio de 1999, cuando el Tribunal Constitucional aceptó el recurso de amparo presentado por la coalición y todos los miembros de la mesa nacional fueron excarcelados.
Cuando se reeligió la Mesa Nacional de Herri Batasuna en 2000, integrando miembros de la Mesa Nacional detenida en bloque en 1997 con miembros de la Mesa Nacional que la sustituyó en 1998; Joseba Martín quedó fuera de la dirección de HB. Desde entonces ha permanecido al margen de la primera línea de la política.
Se presentó como candidato a la alcaldía de Arrancudiaga en las Elecciones municipales de España de 2007 como integrante de Arrankudiaga eta Zolloko Abertzale Sozialistak, candidatura de la izquierda abertzale local integrada en la plataforma de Abertzale Sozialisten Batasuna; pero esta candidatura, así como numerosas análogas de otros municipios vascos, fueron ilegalizadas de acuerdo a la Ley de Partidos.
En 2012 aparece integrado en la candidatura de Euskal Herria Bildu, ocupando uno de los últimos puestos de la candidatura por Vizcaya.